# سیارک ۶۲۸۲
سیارک ۶۲۸۲ (به انگلیسی: 6282 Edwelda، نامگذاری:1980TS4) شش هزار و دویست و هشتاد و دومین سیارک کشف شده‌است که در ۹ اکتبر ۱۹۸۰ کشف شد.
قدر مطلق سیارک برابر ۱۴٫۷۰ است.